# Motoarena Toruń
La Motoarena Toruń è uno stadio polacco della città polacca Toruń di proprietà dello stato.